# Staurastrum vestitum
Staurastrum vestitum là một loài Song tinh tảo trong họ Desmidiaceae, thuộc chi Staurastrum.